# Khan Shaykhun
Khan Shaykhun (em árabe: خان شيخون), às vezes referida como Khan Sheikhoun ou Khan Shikhoun, é uma cidade e um subdistrito localizado no distrito de Maarate Anumane, no sul da província de Idlibe, no noroeste da Síria. Em 2011 tinha 52 972 habitantes.

## Guerra Civil na Síria
Durante a guerra civil na Síria, a cidade de Khan Shaykhun inicialmente caiu sob o controle da oposição Síria e, depois, em 2014, sob a milícia Jabhat al-Nusra. Deutsche Welle (DW) informa que "a província de Idlib, onde Khan Sheikhun está localizado, é, principalmente, controlada pela aliança Tahrir al-Sham, na qual predominam os combatentes da Frente Fateh al Sham, também conhecida como Frente al-Nusra e antigo braço sírio da al-Qaeda". Em 4 de abril de 2017, a cidade sofreu um ataque com armas químicas, deixando ao menos 86 mortos.